# Rhizanthella
Rhizanthella R.S.Rogers, 1928 è un genere di piante della famiglia delle Orchidacee, endemico dell'Australia. È l'unico genere della sottotribù Rhizanthellinae (sottofamiglia Orchidoideae, tribù Diurideae).

## Descrizione
Le orchidee del genere Rhizanthella sono per lo più erbe sotterranee, perenni, simpodiali e micotrofe, con fusti sotterranei carnosi che producono nuovi germogli ai nodi, dove si trovano catafilli incolori simili a foglie. Non ci sono radici e i nuovi tuberi si formano all'estremità dei fusti corti. Le foglie sono ridotte a strutture simili a squame, prive di clorofilla, che premono contro i fusti e li inguainano.

## Tassonomia
Comprende quattro specie:
- Rhizanthella gardneri R.S.Rogers, 1928
- Rhizanthella johnstonii K.W.Dixon & Christenh.
- Rhizanthella omissa D.L.Jones & M.A.Clem, 2006
- Rhizanthella slateri (Rupp) M.A.Clem. & P.J.Cribb, 1984